# Missile guidé antichar tiré par canon

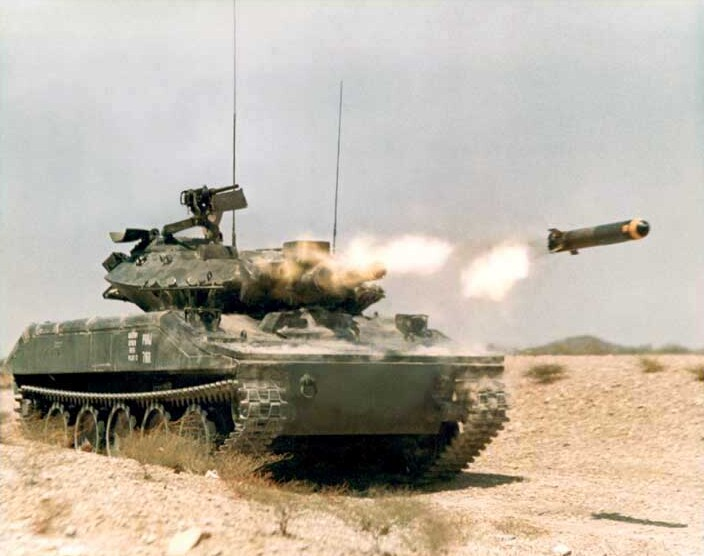
Tir d'un missile Shillelagh depuis le char léger M551 Sheridan.

Un Missile Guidé Antichar Tiré par Canon (MGATC), en anglais Gun Launched Anti Tank Guided Missile (GLATGM) est un type de missile antichar conçu pour être tiré depuis un canon antichar.

## Historique

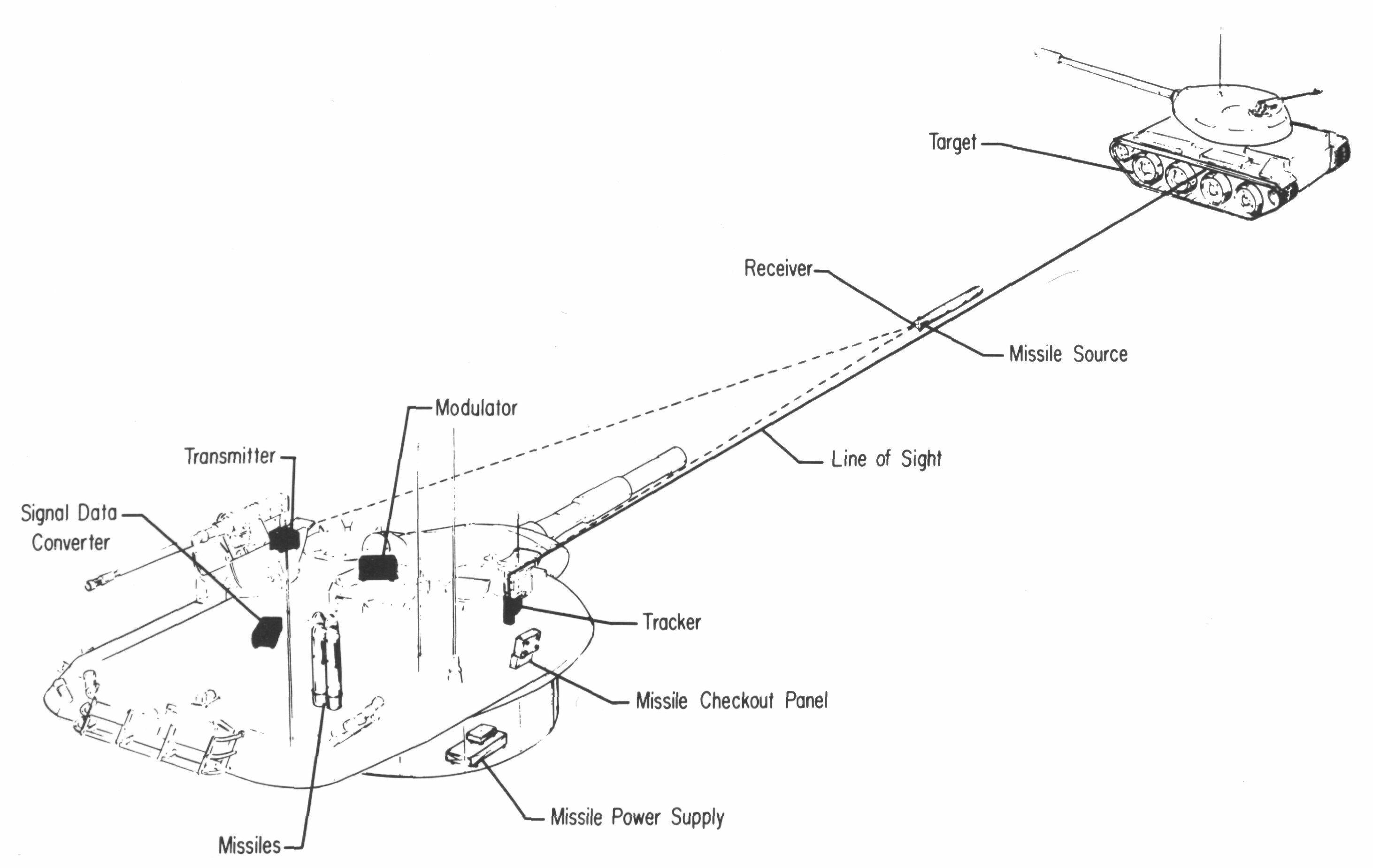
Illustration du système de guidage par télécommande automatique infrarouge du missile Shillelagh.

Le concept du missile guidé antichar tiré par canon naquit à la fin des années 1950, l'idée de pouvoir tirer, depuis un canon, un missile guidé présentait alors l'avantage d'augmenter les chances de faire but dès le premier coup et ce avec grande probabilité d'atteinte au-delà de 1 500 m avec en plus, la capacité de pouvoir engager des cibles mobiles.
Les États-Unis, la France et l'Union soviétique ont entrepris le développement de MGATC au cours des années 1960.
Le coût prohibitif des missiles par rapport à une munition classique, l'avènement des conduites de tir automatisées et des obus-flèches ont fait perdre tout attrait aux MGATC à partir des années 1970 et seule l'URSS poursuivit le développement et adopté de tels systèmes.
Depuis lors, divers pays ont entrepris le développement de MGATC mais, en 2023, aucun hors ceux d'origine soviétique, n'est encore entré en service dans une armée.

## Par pays

### États-Unis
- MGM-51 Shillelagh : missile de 152 mm utilisé par le M551 Sheridan et le M60A2.
- Shillelagh II / Swift : prototype de MGATC supersonique de 105 mm devant être tiré par le M1 Abrams.
- X-ROD : prototype pouvant être tiré par un 120 mm au standard OTAN sans aucune installation au préalable.

### URSS / Russie

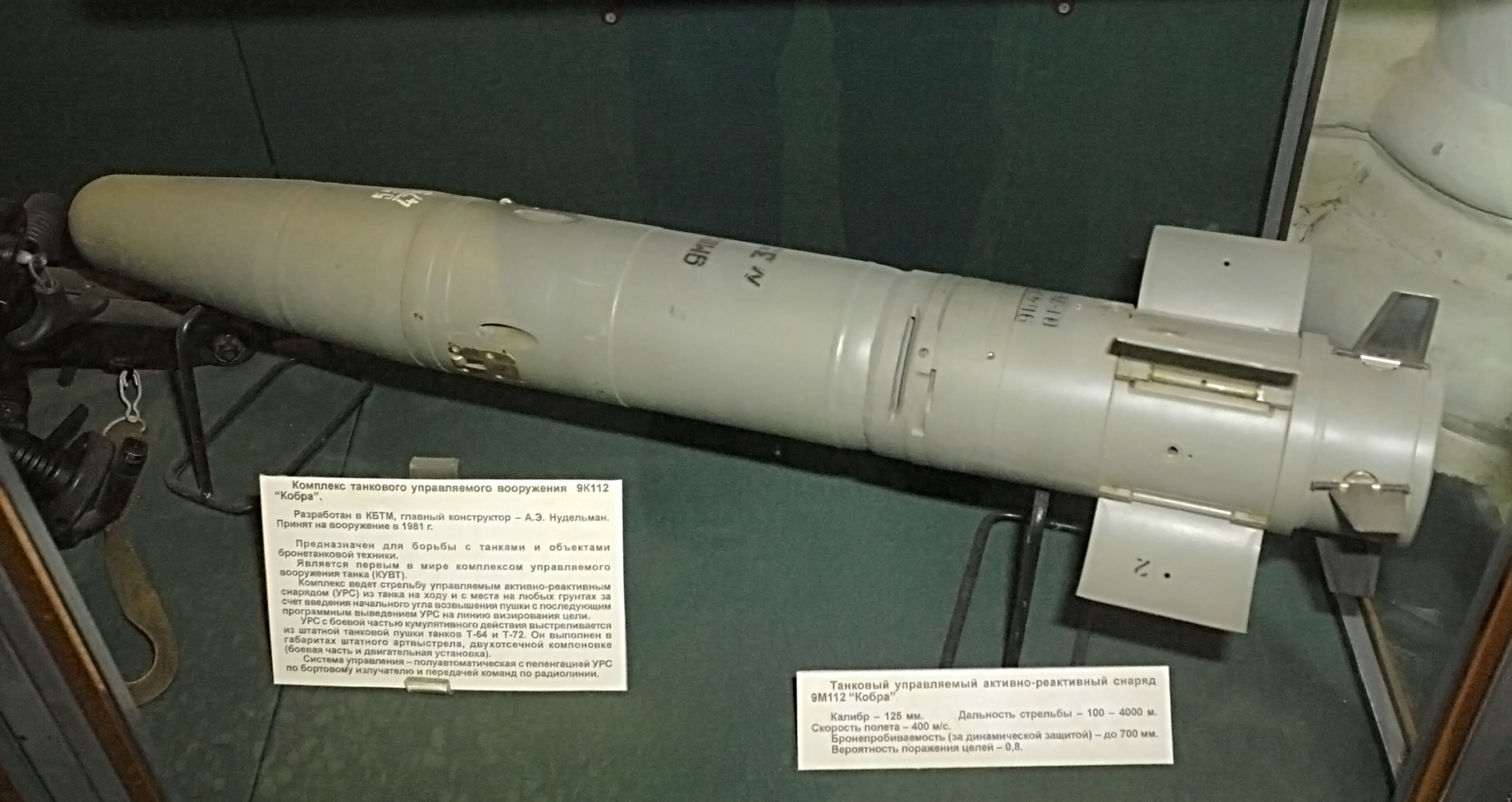
Missile 9M112 Kobra de 125 mm conçu en 1976 pour être tiré depuis les chars de combat T-64B et T-80B soviétiques.

- 9M117 Basnya : entré en service en 1981 sur le canon antichar MT-12 et les chars T-55 et T-62.
- 9M117M Kan : entré en service en 1996, il possède deux charges creuses montées en tandem.
- 9M117M1 Arkan : entré en service en 1999, sa portée pratique atteint désormais les 5000 m.
- 9M112 Kobra : entré en service en 1976 sur le char T-64B.
- 9M112-2 Kobra : entré en service en 1984, électronique embarquée améliorée.
- 9M112M Kobra-M : entré en service en 1977 ou 1979 sur le char T-80B.
- 9M112M2 Kobra-M2 : système électronique amélioré, entré en service en 1979 ou 1983
- 9M119 Refleks / Svir : entré en service en 1984 sur le T-80U et puis sur le T-90.
- 9M119M Invar : entré en service en 1992, la même année que le T-90, il possède deux charges creuses montées en tandem.
- 9M119M1 Invar-M : entré en service à la fin des années 1990, il possède une charge tandem améliorée.
- 9M119F : modèle équipé d'une charge thermobarique.
- 9M119F1 : modèle équipé d'une charge explosive à fragmentation.
- 9M124 Agona : modèle entré en service en 1985, équipé d'une charge creuse plus performante.
- 9М125 Anker : prototype développé durant les années 1980 pour le canon de calibre 125 mm 2A66.
- 9M128 Zenit : prototype conçu en 1988, il est équipé de deux charges creuses montées en tandem.

### Ukraine

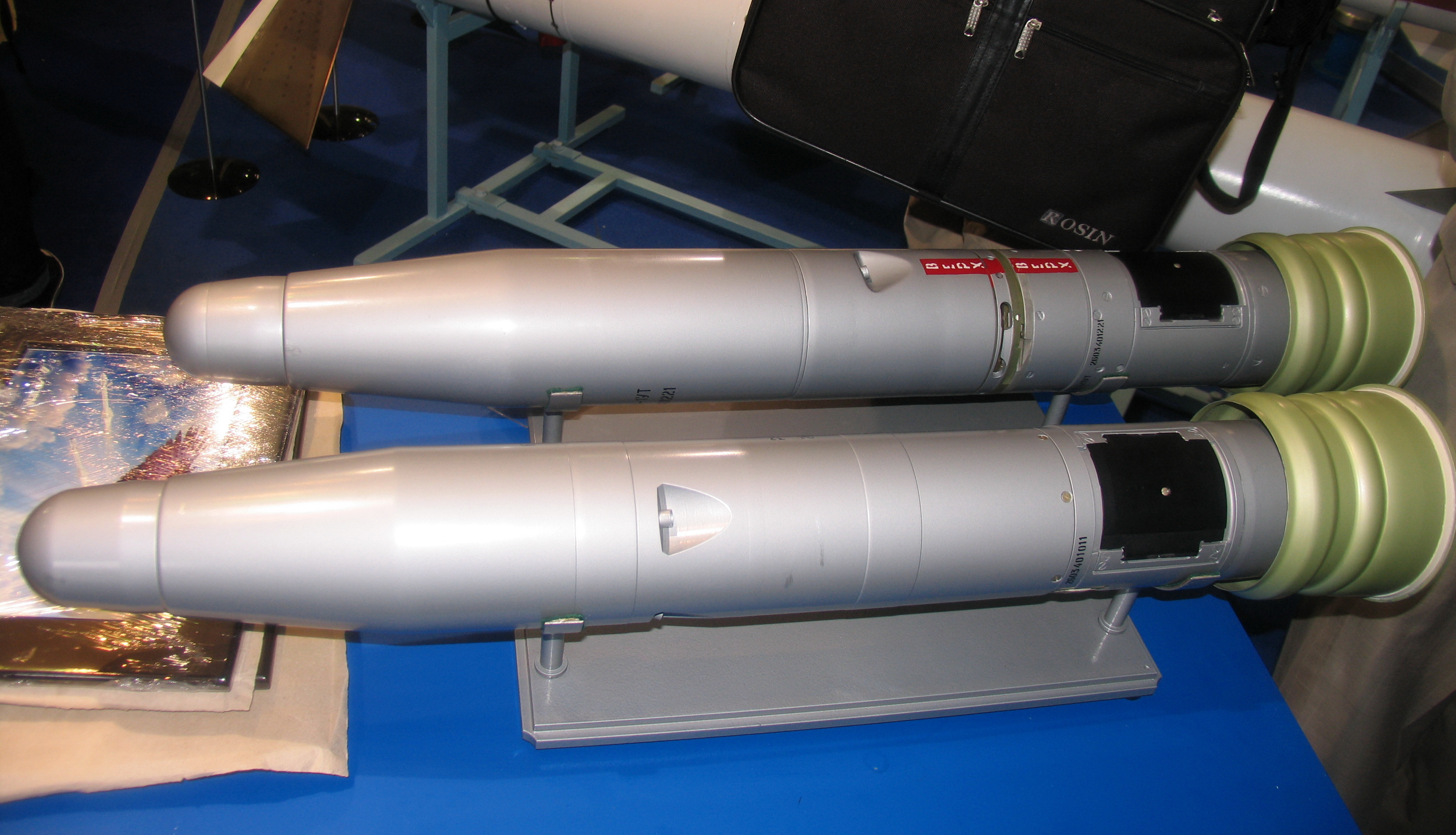
Missiles Kombat ukrainiens pouvant être tirés par les canons de 125 mm armant les chars de combat ukrainiens et russes.

- Kombat

### France
- ACRA : prototype de missile de 142 mm testé sur l'AMX-30 ACRA et l'AMX 10 M ACRA au début des années 1970.

### Israël
- LAHAT (en) : testé sur un Leopard 2A6 de la Bundeswehr au milieu des années 2000. L'armée de terre indienne a, un temps, envisagé de l'adopter pour son char Arjun Mk. 1A avant d'opter pour une solution nationale en 2014[4] qui donnera naissance au missile SAMHO.
- Excalibur : prototype développé par IMI au début des années 2000.

### Allemagne / Russie
- Spear : missile de 105 mm développé par Diehl et Krauss Maffei conjointement avec KBP Instrument Design Bureau. Le Spear est dérivé des missiles de 100 mm du système d'arme 9M117 Bastion.

### Belgique / Ukraine
- Falarick 90 : missiles développés conjointement au début des années 2010 par CMI Defence et le bureau d'études Luch[5].
- Falarick 105
- Falarick 120

### Turquie
- Tanok : prototype de missile de calibre 120 mm présenté en 2019 développé par Roketsan[6].

### Inde
- SAMHO : le développement de ce missile a débuté en 2014 et le premier tir réussi à eu lieu en juin 2022. Il a été conçu pour être tiré depuis le canon rayé de 120 mm du char Arjun et par le canon lisse de 125 mm du char T-90S Bhishma[7].